# Дрезна (станция)
Дре́зна — станция Горьковского направления Московской железной дороги в одноимённом городе городского округа Орехово-Зуево Московской области. Входит в Московско-Курский центр организации работы железнодорожных станций ДЦС-1 Московской дирекции управления движением. По основному характеру работы является промежуточной, по объёму работы отнесена к 4 классу.
На станции сохранился красивый вокзал постройки начала XX века с залом ожидания.
Расстояние до узловой станции Орехово-Зуево — 9 км.

Расстояние до станции Москва-Курская — 80 км.
Экспрессы «Москва — Владимир» и «Москва — Орехово-Зуево» проходят без остановки.
От станции в восточном направлении отходит однопутная (с развязкой с главным ходом) соединительная линия к южной части сортировочной станции Орехово-Зуево на Большом кольце МЖД (к парку прибытия).

## Пассажирский транспорт
Автобус 26 до города Орехово-Зуево, автобус 50 до города Куровское через Давыдово.